# Франческо Гуччіні
Франческо Гуччіні (Francesco Guccini), нар. 14 червня 1940 — один з найвидатніших та найпомітніших італійських кантауторів.
Офіційний дебют припадає на 1967, вихід першого альбому «Folk beat n. 1», проте пісня «L'antisociale» з цієї платівки була написана у 1960; за 40-річну кар'єру було опубліковано 24 альбоми; також письменник, принагідно актор, автор звукових доріжок та коміксів; окрім того, займається лексикологією, лексикографією, глоттологією, етимологією, діалектологією, перекладом, театром та пише пісні для інших виконавців.
Вважається одним з найяскравіших представників італійської школи кантауторів; його тексти часто прирівнюють до поетичних творів. Поряд з високою оцінкою критики, він зажив широкої популярності, для багатьох людей він є співаком-символом. Введений у шкільну програму в Італії як сучасний поет.
До середини вісімдесятих років викладав італійську мову у Дікінсон Коледжі (Dickinson College), школи Пенсильванського університету в Болоньї.
Гуччіні грає на фолк-гітарі і більша частина його музики написана з використанням цього інструменту як базового.

## Дискографія
Гуччіні зв'язаний з EMI Italiana з 1967, і є італійським артистом, який довше за всіх знаходиться у контракті з цією компанією і другий у світі після Пола Маккартні.
- 1967 — Folk beat n. 1
- 1970 — Due anni dopo
- 1970 — L'isola non trovata
- 1972 — Radici
- 1973 — Opera buffa
- 1974 — Stanze di vita quotidiana
- 1976 — Via Paolo Fabbri 43
- 1978 — Amerigo
- 1979 — Album concerto (live con i Nomadi)
- 1981 — Metropolis
- 1983 — Guccini
- 1984 — Fra la via Emilia e il West (live)
- 1987 — Signora Bovary
- 1988 — ...quasi come Dumas... (live)
- 1990 — Quello che non...
- 1993 — Parnassius Guccinii
- 1996 — D'amore di morte e di altre sciocchezze
- 1998 — Guccini Live Collection (live)
- 2000 — Stagioni
- 2001 — Francesco Guccini Live @ RTSI (live)
- 2004 — Ritratti
- 2005 — Anfiteatro Live (live)
- 2006 — The Platinum Collection
- 2010 — Storia di altre storie